# Amy Cuddy
Amy Joy Casselberry Cuddy (Robesonia, 1972) è una psicologa, scrittrice e docente statunitense nota per la sua ricerca su stereotipi e discriminazione, emozioni, potere, comportamento non verbale e gli effetti di stimoli sociali sui livelli ormonali.
Il concetto di "potere in posa", da lei elaborato, divenne molto noto dopo un discorso da lei tenuto al TED Global 2012 di Edimburgo ma è stato poi criticato da una serie di studi.
Il video del discorso è stato visto più di 40 milioni di volte e si colloca al secondo posto tra i talk TED più visti.
Amy Cuddy ha studiato le origini e gli effetti del modo in cui le persone si giudicano e si influenzano a vicenda. Ha fatto una ricerca sperimentale e correlazionale su stereotipi e discriminazione (ad esempio, contro gli americani asiatici, gli anziani, i latinos, le madri lavoratrici), sulle cause e le conseguenze del provare emozioni ambivalenti (per esempio, l'invidia e la pietà), sul comportamento non verbale e la comunicazione e sulle risposte ormonali a stimoli sociali. Come docente, Cuddy ha parlato della psicologia del potere, dell'influenza, della comunicazione non verbale e del pregiudizio.
Nel dicembre 2015 ha pubblicato il libro Il potere emotivo dei gesti. Presenza, autostima, sicurezza: usa il linguaggio del corpo per affrontare le sfide più difficili .

## Carriera
Si è diplomata presso il liceo Conrad Weiser.
Ha conseguito una laurea in psicologia sociale all'Università del Colorado e un dottorato di ricerca e un master in psicologia sociale all'Università di Princeton. 
È stata professore associato in Economia aziendale presso la Harvard Business School, nell'unità di Negoziazione, Organizzazioni & Mercati. Prima di entrare alla Harvard Business School, è stata professore associato presso la Kellogg School of Management della Northwestern University (dove ha insegnato leadership nelle organizzazioni del programma MBA e metodi di ricerca del programma di dottorato) e professore associato di psicologia presso la Rutgers University, dove ha insegnato psicologia sociale. Alla Harvard Business School ha tenuto corsi MBA sulla negoziazione, il potere e l'influenza, così come corsi di executive education.

## Ricerca
Insieme a Susan Fiske e Peter Glick della Lawrence University, Amy Cuddy ha sviluppato il modello di contenuto stereotipato (SCM) e i comportamenti dalla Mappa degli affetti e degli stereotipi (BIAS). Questi sono usati per giudicare altre persone e gruppi nelle due dimensioni del tratto principale, il calore umano e la competenza e discernere come questi giudizi modellano e motivano le nostre emozioni sociali, le intenzioni ed i comportamenti.

### Potenza in posa
Amy Cuddy insieme a Dana Carney e Andy Yapha (Columbia University) ha effettuato uno esperimento su come le espressioni non verbali di potenza (ad esempio le posture espansive, aperte, di occupazione dello spazio) influenzano i livelli dei sentimenti, dei comportamenti e quelli ormonali delle persone. In particolare, ha sostenuto che l'adozione di posture del corpo associate al dominio e al potere ("il potere in posa"), anche per breve tempo (non più di due minuti), può aumentare il testosterone, diminuisce il cortisolo, fa crescere la propensione al rischio e determina una migliore performance nei colloqui di lavoro. Questo risultato è stato molto riportato nei media generalisti. David Brooks ha riassunto i risultati in questo modo "Se si agisce con forza, si inizierà a pensare con forza.".
Questa conclusione e la ricerca correlata sono state pubblicate nel Journal of Personality and Social Psychology, Trends in Cognitive Sciences, Psychological Science, Research in Organizational Behavior, Advances in Experimental Social Psychology  e Science.

#### Tentativi di replica e critiche
Nel 2014, Eva Ranehill e altri ricercatori hanno cercato di replicare questo esperimento con un gruppo più ampio di partecipanti e con una messa a punto in doppio cieco. Ranehill et al. hanno scoperto che il potere in posa ha aumentato le sensazioni soggettive di potere, ma non ha influenzato ormoni o tolleranza al rischio effettivo. I risultati sono stati pubblicato in Psychological Science.
Carney, Cuddy e Yap hanno risposto nello stesso numero di Psychological Science con una panoramica di 33 studi pubblicati relativi al potere in posa, compreso lo studio della Ranehill et al. Quasi tutti avevano riportato effetti significativi di qualche tipo. La panoramica ha evidenziato differenze metodologiche tra il loro studio del 2010 e la replica di Ranehill, che possono aver moderato gli effetti della posa.
Due ricercatori della Wharton School, Simmons & Simonsohn, hanno poi condiviso sul loro blog di statistiche una meta-analisi degli stessi 33 studi. In base alla distribuzione dei valori p segnalati attraverso gli studi (la curva p), hanno concluso che gli studi finora hanno dimostrato poco o nessun effetto medio del potere in posa. Le loro analisi verranno visualizzate in Psychological Science.
In una replica diretta preregistrata, Garrison et al. hanno rilevato che le posture espansive del corpo (paragonate a quelle contrattive) non avevano alcun effetto o addirittura un effetto ridotto sugli stati psicologici associati al potere. Il fatto che lo studio fosse stato pre-registrato, ha avuto una grande numero (oltre 300), ha utilizzato più misure del potere (il gioco dell'ultimatum, il gioco d'azzardo e i sentimenti di essere potente e responsabile), indagando non solo la posa, ma anche che lo sguardo diretto degli occhi, aumenta la fiducia che le pose espansive non hanno o che hanno effetti negativi sulle sensazioni di potere.
Un'altra critica dei risultati e della metodologia è apparsa in un articolo pubblicato a gennaio 2016 su Slate magazine da due professori della Columbia University

In risposta ai risultati di questi studi replicati e della meta-analisi, Carney ha respinto l'effetto in una lettera aperta datata settembre 2016, in cui affermava che "la prova contro l'esistenza del potere in posa è innegabile ", scoraggiando gli altri dallo studio delle pose di potenza
.
Dopo la dichiarazione di Carney, sul tema è stato pubblicato un numero speciale di risultati completi in psicologia sociale. Un documento di sintesi, tra i cui autori vi è lo stesso Carney, dal titolo "Numero speciale CRSP sul potere in posa: quale è stato il punto e che cosa abbiamo imparato", afferma che una meta-analisi degli studi preregistrati inclusi nel numero "ha mostrato un affidabile effetto non nullo sul potere sentito". In realtà, secondo Gronau et al, che ha condotto questa meta-analisi, questo "produce prove molto forti di un effetto del potere che si basa sul potere sentito".
La teoria del "potere in posa" è stata descritta come un esempio della cosiddetta crisi della riproducibilità in psicologia, in cui le teorie inizialmente seducenti non possono essere replicate in esperimenti di follow-up.

## Pubblicazioni
Nel dicembre 2015 Cuddy ha pubblicato il libro, Presenza: Portare il vostro Boldest Auto per le vostre sfide più grandi, che ha costruito sul valore della pratica esteriore di potere posa di concentrarsi su proiettare il proprio autentico sé con il concetto interiore incentrato della presenza -defined come “ credere e fiducia in voi stessi -. i tuoi veri onesti sentimenti, i valori e le abilità”. Il libro raggiunto almeno il più in alto # 3 sul The New York Times lista Best Seller (Consigli, How-To e Varie).
Cuddy Così ha scritto un libro, tradotto in lingua tedesca, il tuo corpo parla per agire, convincere irradiano dall'interno (Il tuo corpo parla per voi: dall'interno, il lavoro, convincere, irradiare)
.

## Premi e riconoscimenti
- World Economic Forum Young Global Leader, 2014[37]
- TEDGlobal Speaker, 2012[38]
- Game Changer, TIME magazine, 2012[6]
- Talk of the Day, PopTech Annual Conference, 21 ottobre 2011[39]
- Rising Star Award, Association for Psychological Science (APS), 2011
- I 10 migliori studi di psicologia del 2010, Psychology Today (Carney, Cuddy, & Yap, 2010)
- La copertina di Harvard Magazine, novembre - dicembre 2010
- Idee innovative per il 2009 (Breakthrough Ideas for 2009), Harvard Business Review[40]
- Michele Alexander Early Career Award, Society for the Psychological Study of Social Issues
- Distinguished Alumni Award, Conrad Weiser High School, Robesonia, PA

## Vita personale
Cuddy è cresciuta in una piccola città della Pennsylvania, Robesonia. Ha studiato balletto classico e ha lavorato come cameriera di pattinaggio quando era studentessa presso l'Università del Colorado a Boulder. Al secondo anno di università ha subito un grave trauma cranico in un incidente stradale. I suoi medici le dissero che non c'erano probabilità di pieno recupero e le consigliarono di anticipare sfide significative come il conseguimento della laurea. Il suo quoziente intellettivo è sceso temporaneamente di due deviazioni standard o circa 30 punti (rispetto ad un QI medio di 100). Ha completato i suoi studi universitari ed ha in seguito ottenuto un dottorato di ricerca a Princeton. Nei suoi tweet ha spesso espresso l'amore per la musica dal vivo, seguendo per molto tempo la band dei Grateful Dead. Ha un figlio. Nel mese di agosto 2014 ha sposato Paul Coster ad Aspen (Colorado).